# Calle de Raimundo Fernández Villaverde
La calle de Raimundo Fernández Villaverde es una calle en la ciudad española de Madrid

## Descripción e historia
La calle que comienza en la glorieta de Cuatro Caminos y finaliza en el paseo de la Castellana, constituye el límite entre los distritos de Tetuán (al norte) y Chamberí (al sur) y los barrios de Cuatro Caminos y Ríos Rosas, siguiendo un sentido oeste-este. Las tres primeras calles perpendiculares a Raimundo Fernández por el norte empiezan con escaleras para solventar el cambio de desnivel.
El plano decimonónico del Ensanche de Madrid, conocido como Plan Castro, concibió a la calle como la vía amplia e «higiénica» que constituiría el límite norte del Ensanche con el extrarradio. A comienzos de siglo, con una longitud de más de un kilómetro, era la más larga de las calles del barrio de Cuatro Caminos. En 1915 se inauguró en el número 6, dentro del conjunto de edificios del colegio Cervantes, la biblioteca popular de Chamberí, una de las primeras abiertas en España, tras la aplicación del Real Decreto de 1911. La total urbanizadación de la vía no se concluyó hasta 1917.
Debe su nombre actual al político Raimundo Fernández Villaverde; originalmente fue un tramo del denominado Paseo de Ronda. En noviembre de 1917 se aprobó la redenominación de varios tramos del paseo de Ronda con los nombres de  Joaquín Costa, Raimundo Fernández Villaverde, Pablo Sarasate, Federico Chueca y Pedro Bosch.
En 1968 se comenzó en la vía la construcción de edificios correspondiente al Plan Parcial de AZCA aprobado en 1957.